# گذرنامه سنت کیتس و نویس
گذرنامهٔ سنت کیتس و نویس یک مدرک سفر بین‌المللی است که توسط کشور سنت کیتس و نویس صادر می‌شود و بنا بر داده‌های سال ۲۰۲۳، دارندگان آن می‌توانستند به ۱۵۵ کشور دیگر بدون دریافت ویزا سفر کنند یا ویزا را در بدو ورود دریافت نمایند. این گذرنامه بر اساس رتبه‌بندی شاخص گذرنامهٔ هنلی در سال ۲۰۲۳ در رتبهٔ ۲۴ قرار داشت.